# روميانا جيليفا
روميانا روسيفا جيليفا (بالبلغارية: Румяна Русева Желева) (ولدت في 18 أبريل 1969) كانت وزيرة للخارجية البلغارية (يوليو 2009 - يناير 2010) ، وهي ثالث امرأة تشغل هذا المنصب بعد إيرينا بوكوفا وناديجدا ميهايلوفا.